# Anhelli (obraz Wlastimila Hofmana)
Anhelli spotykana jest też nazwa Anhelli. Spotkanie z aniołem – obraz olejny pędzla polskiego malarza Wlastimila Hofmana z 1915 roku, powstały w czeskiej Pradze, będący autoportretem artysty w roli bohatera poematu Juliusza Słowackiego – „Anhelli”.
Obraz został namalowany w 1915 r., i jak podkreślają znawcy sztuki i twórczości Hofmana, powstał w najlepszym okresie jego twórczości. Sygnowany  jest pełnym imieniem i nazwiskiem malarza oraz rokiem i miejscem powstania. Przez dziesięciolecia badaczom i miłośnikom twórczości Wlastimila Hofmana obraz ten znany był jedynie z reprodukcji. Na tej podstawie przyjmowano hipotetycznie datę jego powstania na rok 1907. Obraz został ponownie odkryty dopiero w 2008 r., kiedy wypłynął na rynek aukcyjny. Jak się okazało wcześniej znajdował się przez wiele lat w prywatnej kolekcji, w Pradze, gdzie został namalowany. W grudniu 2008 r., został sprzedany za pośrednictwem Domu Aukcyjnego AGRA ART., za 61 tys. zł w prywatne ręce. Obraz został wypożyczony latem 2009 r., na wystawę prac Hofmana w Domu Carla i Gerharta Hauptmannów w Szklarskiej Porębie, oddziale Muzeum Karkonoskiego, które zbierało fundusze na jego odkupienie.

## Opis techniczny
Obraz olejny na sklejce o wymiarach  72,5 × 100 cm. Prezentuje mężczyznę (autoportret artysty) patrzącego na małego anioła w pierwszym planie, na tle krajobrazu zimowego. Powstał we wczesnym okresie twórczości Hofmana i zbliżony jest tematycznie do innych prac z tego okresu np. Jacka Malczewskkiego - nauczyciela i przyjaciela Hofmana. Sam tytuł odsyła widza do utworu Juliusza Słowackiego.

## Wzmianki w literaturze
- A. Znamirowski, "Vlastimil Hofmann", „Ilustrowany Tygodnik Polski“ 1915, nr 19, s. 296
- B. Czajkowski, "Portret z pamięci", Ossolineum, Wrocław 1971, il. 5 - na wklejce po s. 64;
- E. Wolniewicz-Mierzwińska, "Wlastimil Hofman - twórczość do roku 1939", w: "Dzieła czy kicze", red. E. Grabska i T. Jaroszewski, PWN, Warszawa 1981, ss., 461, 464, il. 52 na s. 462;
- Sz. Kurpios SchP, "Malarstwo religijne Wlastimila Hofmanna", Kraków 2006, s. 79, 80, il.74 na s. 209.
- A. Sikora Firsz, "Obrazy Wlastimila Hofmana z kolekcji polskich i czeskich" (wstęp do katalogu wystawy), Muzeum Karkonoskie w Jeleniej Górze, Jelenia Góra 2003, s. 9–17.